# قائمة أسماء عربية ثيوفورية
في الأسفل قائمة لأسماء عربية ثيوفورية، أي أسماء عربية تحتوي فيها على اسم إله ما.

## أسماء معبدة لله
ا
- عبد الله،[3][4][5] ومؤنثه أَمَة الله
- عُبَيد الله

أ / آ
- عبد الأحد[4]:47
- عبد الأكبر
- عبد الآخر[4]:42

ب
- عبد الباري[4]:42
- عبد الباسط[4]:42
- عبد الباصر
- عبد الباطن
- عبد الباقي[4]:42
- عبد البديع[4]:42
- عبد البر[4]:42[5]:8
- عبد البصير[4]:43

ت
- عبد التواب[4]:43

ج
- عبد الجبار[4]:43[5]:8
- عبد الجليل[4]:43[5]:8
- عبد الجميل

ح
- عبد الحافظ[4]:43
- عبد الحاكم
- عبد الحسيب[4]:43
- عبد الحفيظ[4]:43
- عبد الحق[4]:43
- عبد الحكم[4]:43
- عبد الحكيم[4]:43[5]:8
- عبد الحليم[4]:43
- عبد الحميد[4]:44[5]:8
- عبد الحي[4]:44

خ
- عبد الخالق[4]:44
- عبد الخبير[4]:44

د
- عبد الدائم

ر
- عبد الرافع[4]:44
- عبد الرؤوف[4]:44
- عبد الرب
- عبد الرزاق[4]:44
- عبد الرحمن[3][4]:44[5]:8
- عبد الرحيم[4]:44[5]:8
- عبد الرشيد[4]:44
- عبد الرقيب[4]:44

س
- عبد الستار
- عبد السلام[4]:45
- عبد السميع[4]:45[5]:8

ش
- عبد الشافي[4]:45
- عبد الشاكر
- عبد الشكور[4]:45
- عبد الشهيد[4]:45

ص
- عبد الصبور[4]:45[5]:8
- عبد الصمد[4]:45[5]:8

ظ
- عبد الظاهر[4]:45

ع
- عبد العاطي
- عبد العالي[4]:45
- عبد العزيز[4]:46
- عبد العظيم[4]:46[5]:7
- عبد العلي
- عبد العليم

غ
- عبد الغفار[4]:46
- عبد الغفور[4]:46[5]:7
- عبد الغني[4]:46

ف
- عبد الفتاح[4]:46

ق
- عبد القادر[4]:46[5]:8
- عبد القدير[4]:46
- عبد القدوس[4]:46
- عبد القوي[4]:46
- عبد القهار[4]:47
- عبد القاهر
- عبد القيوم[4]:47

ك
- عبد الكافي[5]:8
- عبد الكريم[4]:47[5]:8

ل
- عبد اللطيف[4]:47

م
- عبد الماجد
- عبد المالك
- عبد المانِّ
- عبد المؤمن[4]:48[5]:8
- عبد المتعالي[4]:47
- عبد المتين[4]:47
- عبد المجيب
- عبد المجيد[4]:47[5]:8
- المُعِدِّ
- عبد المُعِزِّ[4]:47
- عبد المعطي[5]:8
- عبد المعين[4]:47
- عبد المغني[4]:47
- عبد الملك[4]:47[5]:8
- عبد المنعم
- عبد المهيمن[4]:48

ن
- عبد الناصر[4]:48
- عبد النافع[4]:48[5]:8
- عبد النور[4]:48

هـ
- عبد الهادي[4]:49

و
- عبد الواحد[4]:48
- عبد الواجد[4]:48
- عبد الوارث[4]:48
- عبد الوالي[4]:48
- عبد الودود[4]:48[5]:8
- عبد الوكيل[4]:48
- عبد الوهاب[4]:48[5]:7

## أسماء معبدة لغير الله

### أسماء قبل الإسلام
- عبد العزى
- عبد اللات[5]
- عبد مناف

### أسماء مسيحية حصرًا
- عبد المسيح[5]

### أسماء أخرى
- عبد الرسول
- عبد الزهرة[5]:9
- عبد النبي[5]
- عبد علي[5]:9